# دييغو غارسيا (لاعب تايكوندو)
دييغو غارسيا (بالإسبانية: Diego García)‏ هو لاعب تايكوندو مكسيكي، ولد في 2 فبراير 1990.

## وصلات خارجية
- دييغو غارسيا على موقع أوليمبيديا (الإنجليزية)